# Blinde Kuh (Suchmaschine)
Blinde Kuh war von 1997 bis Ende 2023 die erste deutschsprachige Suchmaschine für Kinder und wurde betrieben von dem gemeinnützigen Verein Blinde Kuh e. V. mit Sitz in Hamburg.

## Hintergrund
Hintergrund für die Einrichtung dieses Internetportals war es, Kindern eine Orientierung und einen adäquaten Zugang zum Internet zu bieten. Zielgruppe sind 6- bis 12-Jährige.
Von 1997 bis 2004 wurden die Internet-Seiten von Blinde Kuh ehrenamtlich betrieben. Von 2004 bis Ende 2023 wurde das Projekt nach dem Kinder- und Jugendplan des Bundes (KJP) durch das Bundesministerium für Familie, Senioren, Frauen und Jugend gefördert. Das Bundesministerium übernahm auch die Traffic-Kosten. Der Hamburger Provider Nexinto übernahm außerdem die Kosten für das Serverhousing. Wegen der zum 31. Januar 2024 auslaufenden KJP-Förderung wurde die Kindersuchmaschine bereits am 1. Januar 2024 mit dem Hinweis abgestellt, dass nun nach einer anderen Finanzierung gesucht werde.

## Gliederung
Blinde Kuh war keine klassische Suchmaschine, die Inhalte mittels eines Crawlers erfasst, sondern ein redaktionell betreutes Webverzeichnis. Die Einträge waren mit einer Beschreibung versehen, nach Zielgruppenalter, Sprache und Herkunftsland klassifiziert und in Kategorien wie Natur, Erdkunde oder Geschichte eingeordnet. Dieser Katalog konnte durchsucht oder auch durchblättert werden.
Daneben bot die Blinde Kuh auch eigene Inhalte an, darunter Lernprogramme, ein Internet-Lexikon, eine Kunstgalerie, Kochrezepte und E-Zines. Im Bereich Aktuelles wurden Schlagzeilen von ausgewählten Websites zusammengefasst.

## Auszeichnungen
Blinde Kuh wurde im Jahr 1999 mit dem Kinderkulturpreis, 1998 mit der medienpädagogischen Auszeichnung Pädi und im Jahr 2006 mit dem „Grimme Online Award Wissen und Bildung“ ausgezeichnet.